# ادرار کردن
ادرار کردن (در گفتار عامیانه: شاشیدن) عبارت است از عملی در جانوران که با تخلیه شدن مثانه از ادرار (میز) و خروج ادرار از طریق مجاری ادراری انجام می‌شود. در فارسی قدیم فعل‌های میزیدن و گمیزیدن هم برای آن به کار می‌رفته‌است که امروزه فرهنگستان برای برساختن واژگانی چون میزنای، میزراه، دش میزی، خون‌میزی و شب‌میزی از آنها بهره برده‌است.

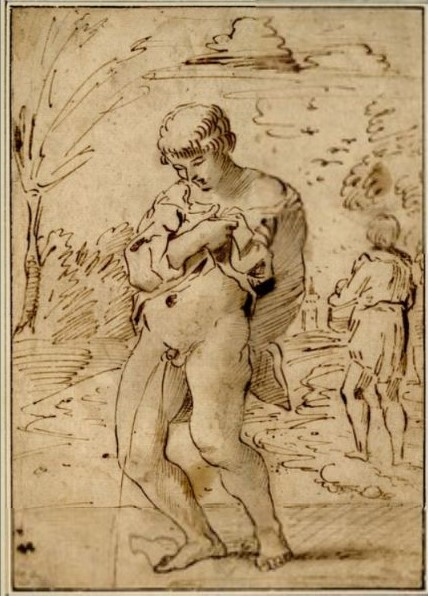
ادرار کردن یک مرد

محل نهایی خروج ادرار در همهٔ موجودات در هر دو جنس نر و ماده در مجاورت آلت تناسلی آنها است. در مردان این محل در نوک آلت تناسلی‌شان قرار دارد و در زنان این محل کمی بالاتر از مهبل و در زیر کلیتوریس قرار دارد.

## فیزیولوژی دفع ادرار
به‌طور کلی، دستگاه تناسلی ادراری، ادرار را تا زمان مناسب جهت تخلیه محتویات مثانه در خود ذخیره نگه می‌دارد. در دوران شیرخوارگی ادرار کردن به صورت یک رفلکس رخ می‌دهد و به دلیل کامل نبودن ارتباط عصبی با مراکز کنترل ادراری، غیرارادی است. در جریان روند تخلیه‌ای، کف لگن و اسفنکتر پیشاب‌راه شل می‌شوند و یک معبر کم مقاومت را به وجود می‌آورند (جهت عبور محتویات مثانه) و بعد عضله دتروسور برای تخلیهٔ محتویات مثانه منقبض شده و ادرار به سمت جلو پیش می‌رود.

## اختلالات دفع ادرار
با تخریب فیبرهای عصبی (نوع حسی) که از مثانه به نخاع می‌روند، در روند پیام رسانی اختلال به وجود آمده و دیگر پیام کششی از مثانه به نخاع نمی‌رسد و رفلکس دفع ادرار رخ نمی‌دهد، در این صورت کنترل دفع ادرار از فرد سلب می‌شود؛ در این مورد مثانه تا ظرفیت نهایی خود پر شده و بر اثر فشار وارده بر اثر افزایش حجم، چند قطره ادرار هر چند ثانیه به پیشاب‌راه جاری می‌شود که به آن بی‌اختیاری ناشی از لبریز شدن می‌گویند.

## ایستاده ادرار کردن

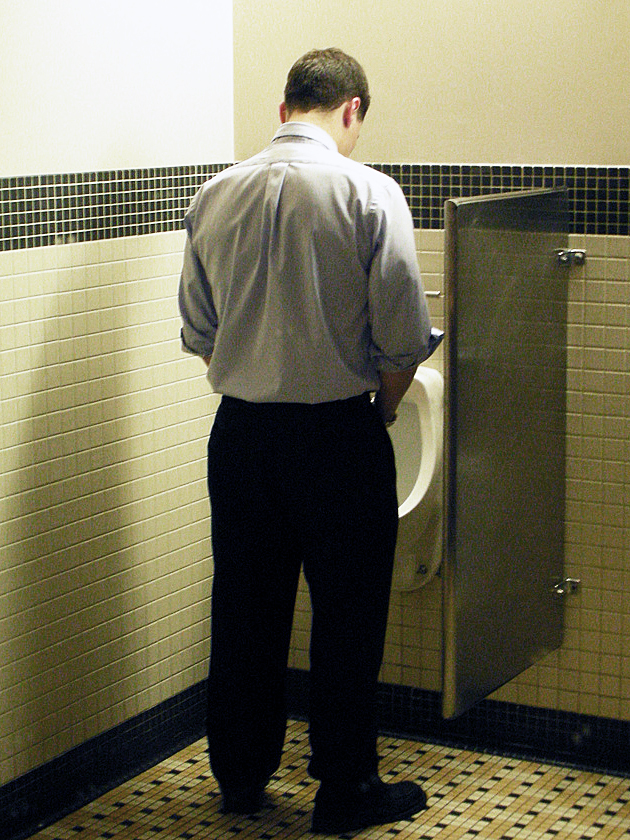
یک مرد در حال ایستاده ادرار کردن

برخلاف دفع مدفوع که انسان آن را به‌صورت نشسته انجام می‌دهد، ادرار کردن می‌تواند به‌صورت ایستاده هم انجام شود، اما به سبب تفاوت مجرای خروج ادرار در زنان و مردان این کار برای زنان مشکل است. برای ادرار کردن به‌صورت ایستاده توالت سرپایی خاصی ساخته شده‌است. ایستاده ادرار کردن در اسلام مکروه است.

## نگرش اجتماعی

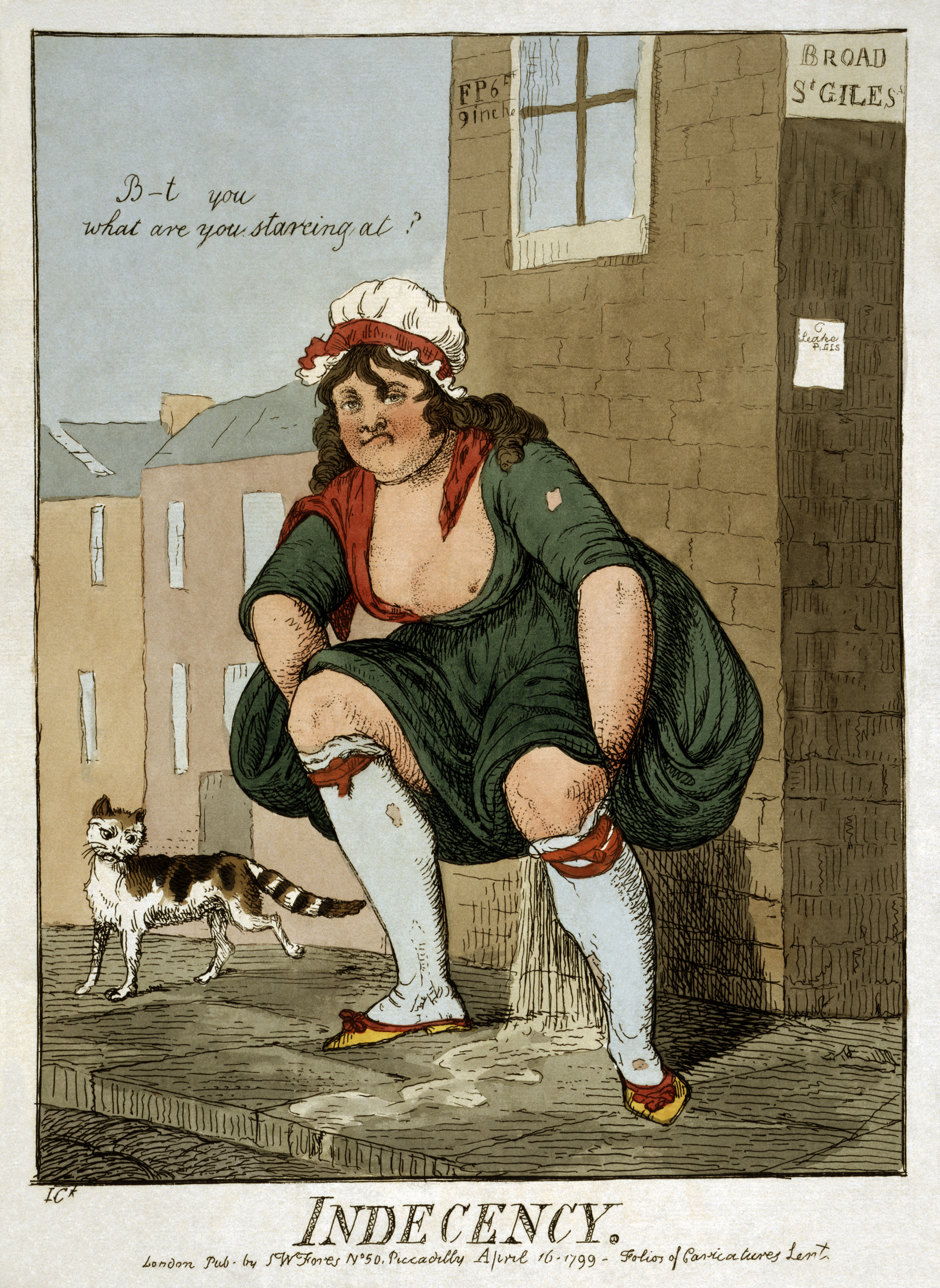
ادرار کردن در مکان‌های عمومی از مظاهر بی‌نزاکتی است. گربه‌ها نیز همچون انسان‌ها از ادرار و مدفوع در محل‌های عمومی خودداری می‌کنند. در این کاریکاتور یک گربه با تعجب به زنی می‌نگرد که در خیابان ادرار می‌کند.

ادرار کردن معمولاً در دستشویی -مکانی که اختصاصاً برای این کار ساخته شده‌است- صورت می‌پذیرد. پذیرش اجتماعی ادرار کردن در مکان‌های عمومی -به‌جز توالت‌های عمومی- با توجه به وضعیت مکان و عرف هر جامعه متغیر است. مردان بیشتر به‌صورت ایستاده و زنان به شکل چمباتمه این کار را انجام می‌دهند. ایراداتی که بر ادرار کردن در خارج از دستشویی وارد است شامل کثافت‌کاری ناشی از بوی ادرار و ترشحات آن و کشف عورت می‌شود. نمایان شدن آلت تناسلی هم برای مردی که در حال ادرار کردن است و هم برای زنی که آن را مشاهده می‌کند ممکن است ناخوشایند باشد. برای اجتناب یا کاهش احتمال این وضعیت ممکن است این کار در محل‌های خلوت یا کنار درختان، دیوار یا بوته‌ها صورت گیرد. هر قدر محل ادرار کردن شلوغ‌تر و توسعه‌یافته‌تر باشد این عمل ناپذیرفتنی‌تر است. برای مثال انجام این عمل در حومهٔ شهر نسبت به خیابان‌های وسط شهر پذیرفتنی‌تر است. این وضعیت بسیاری از اوقات پس از مصرف مشروبات الکلی پدید می‌آید. الکل تولید ادرار را افزایش و کفِّ نفس را کاهش می‌دهد. در بیشتر مکان‌ها ادرار در مکان‌های عمومی قابل مجازات با جزای نقدی است، هرچند نوع نگرش به این موضوع در هر کشور متفاوت است.
مشاهده ادرار کردن مردان و زنان در مکان‌های عمومی در آفریقا، ویتنام، لائوس و کامبوج با توجه به کمبود دستشویی‌های عمومی کاملاً طبیعی است. در هند زنان معمولاً ادرار خود را کنترل می‌کنند در حالی‌که مردان از هر سنی در مکان‌های عمومی ادرار می‌کنند.